# Yōrō (Gifu)
Yōrō (jap. 養老町 -chō) ist eine Stadt und die einzige verbliebene Gemeinde im Kreis Yōrō der japanischen Präfektur Gifu.

## Geschichte
Die Gegend der heutigen Stadt Yōrō war unter der Ritsuryō-Gliederung des Altertums ein Teil der Kreise Tagi und Ishizu der Provinz Mino. In der Edo-Zeit war sie zwischen Shogunatsdomäne und verschiedenen Fürstentümern aufgeteilt.
Nach der Meiji-Restauration wurde die Gegend bei der Abschaffung der Fürstentümer und den folgenden Präfekturfusionen 1872 Teil von Gifu. 1897 entstand der Kreis Yōrō (Yōrō-gun) durch den Zusammenschluss der bisherigen Kreise Tagi und Kami-Ishizu („Ober-Ishizu“). Dabei wurden im neuen Kreis auch die seit der Einführung der heutigen Gemeindearten 1889 bestehenden Gemeinden neu geordnet: Es entstanden neben der Stadt (-chō) Takada (高田町) 13 Dörfer (-mura/-son) im Kreis, darunter auch ein Dorf Yōrō.
Seit 1913 hat die Gegend durch die Yōrō-Eisenbahn (Yōrō Tetsudō) eine Eisenbahnanbindung.
Im Jahr 1954 während der großen Shōwa-Gebietsreform fusionierten die meisten Gemeinden im Kreis Yōrō – namentlich die Stadt Takada und die Dörfer Yōrō, Hirohata, Kamitado, Ikebe, Kasago, Kobata, Tagi und Hiyoshi sowie der Ortsteil Murohara des Dorfes Aihara – zur Stadt Yōrō. Ein Referendum zur Eingemeindung der Stadt zu Ōgaki konnte im Jahr 2004 abgewendet werden.
Seit Februar 2004 ist Yōrō eine Partnerstadt von Bad Soden in Hessen, bereits 1991 wurde eine Freundschaftsurkunde unterzeichnet. Die Stadt blieb von dem Tōhoku-Erdbeben im März 2011, sowie von dem darauffolgenden Tsunami und der Nuklearkatastrophe verschont.

## Geografie
Die Stadt liegt im südwestlichen Teil der Präfektur Gifu. Westlich befindet sich das Yōrō-Gebirge und im Osten die Ebenen des Ibi. Der Makita fließt durch die Stadt. Das Klima zeichnet sich durch heiße und humide Sommer, sowie milde Winter aus. Die jährliche Durchschnittstemperatur in Yōrō liegt bei 15,3 °C; der jährliche Durchschnittsniederschlag liegt bei 1840 mm, wobei der September den regenreichsten Monat des Jahres darstellt. Die höchste Temperatur liegt ungefähr bei 2,6 °C im August, die niedrigste bei ca. 4,1 °C.
Angrenzende Gemeinden von Yōrō sind im Nordosten und Südwesten die kreisfreie Stadt Ōgaki, die aus drei unverbundenen Gebieten besteht, und die Stadt Kaizu im Süden, im Norden die Stadt Tarui im Kreis Fuwa, im Osten die Stadt Wanouchi im Kreis Anpachi sowie im Südwesten Inabe in der Präfektur Mie.

### Demografie
Laut dem japanischen Zensus hat sich die Einwohnerzahl in Yōrō in den letzten vierzig Jahren weitestgehend konstant halten können.
| Jahr | Einwohner |
| ---- | --------- |
| 1970 | 27.766    |
| 1980 | 31.371    |
| 1990 | 33.102    |
| 2000 | 33.256    |
| 2010 | 31.332    |
| 2015 | 29,029    |

## Bildung
In Yōrō existieren sieben städtische Grundschulen sowie die beiden städtischen Mittelschulen Takada und Tōbu („Ostteil“). Ebenfalls in Yōrō befindet sich die präfekturbetriebene Ōgaki-Yōrō-Oberschule (Gifu kenritsu Ōgaki Yōrō kōtō-gakkō), die 2005 durch den Zusammenschluss der Landwirtschaftsoberschule Ōgaki und der Mädchenhandelsoberschule Yōrō entstand.

## Verkehr

### Eisenbahnlinie

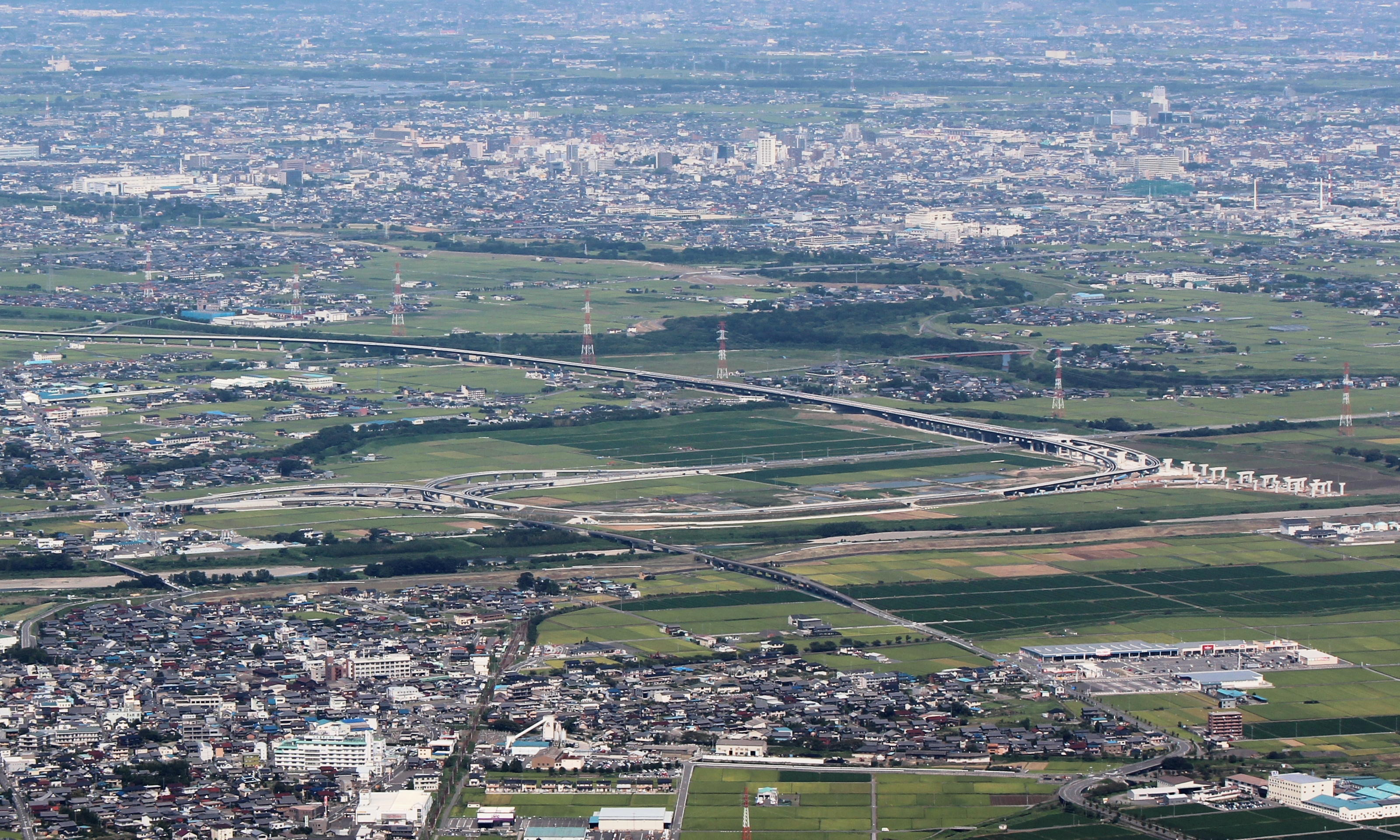
Die im Bau befindliche Autobahnkreuzung bei Yōrō, 2013.

Die Yōrō-Linie der privaten Bahngesellschaft Yōrō Tetsudō folgt der nordöstlichen Seite des Yōrō-Gebirges und verbindet Ibigawa sowie Ōgaki im Westen der Präfektur Gifu mit Kuwana im Norden der Präfektur Mie.

### Straßenanbindung
Yōrō befindet sich nahe der Meishin-Autobahn. Eine Autobahnkreuzung zur Tōkai-Ringautobahn (Tōkai kanjō jidōshadō, engl. „Tokai-Kanjo Expressway“) wurde geplant und befindet sich im Bau. Auch führt die Nationalstraße 258 (kokudō 258-gō, engl. „Japan National Route 258“), die Ōgaki mit Kuwana, Präfektur Mie verbindet, an Yōrō vorbei.

## Partnerstädte
- Bad Soden am Taunus (Hessen, Deutschland), seit Februar 2004

## Sehenswürdigkeiten
- Yōrō-Wasserfall
- Mount Yōrō
- Yōrō-Tempel
- Kikusui-sen-Quelle
- Tokai-Natur-Wanderweg
- Reversible Destiny-Yoro Park, Themenpark

## Weblinks

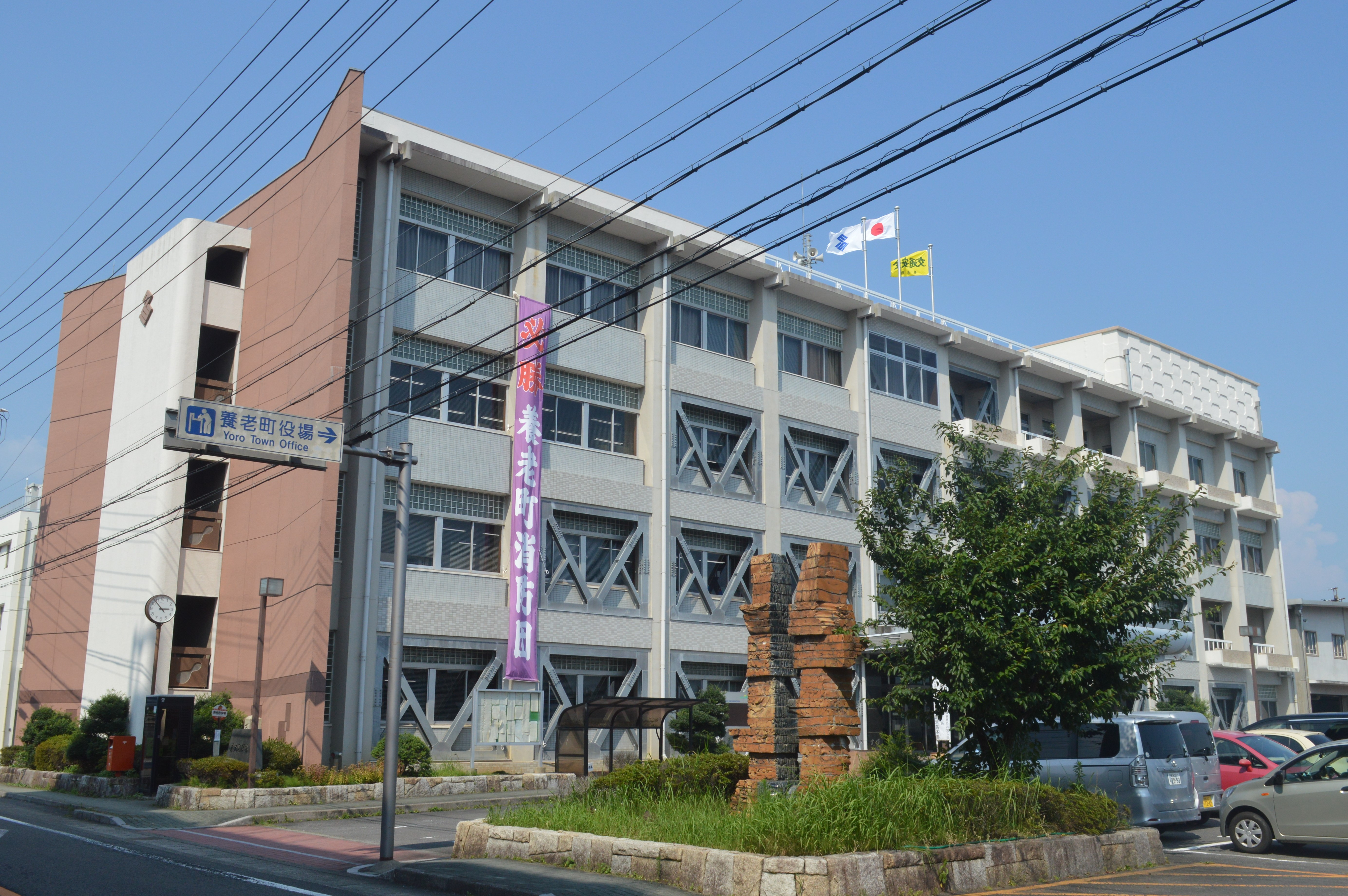
Rathaus von Yoro